# Meletosz
Meletosz (Kr. e. 5. század) görög költő.
Egyike volt annak a három athéni polgárnak, akik Szókratész ellen vádlóként léptek fel. Tehetségtelen költő volt, mint ilyet Arisztophanész több ízben is kegyetlenül kigúnyolta. Állítólag tragédiákat, scholionokat és szerelmes költeményeket írt, a hagyomány külön is említi egy „Oidipodeia” című munkáját. Kevéssel Szókratész halála után őt is halálra ítélték. Diogenész Laertiosz tesz róla legbővebben említést, munkái nem maradtak fenn.